# Factoría

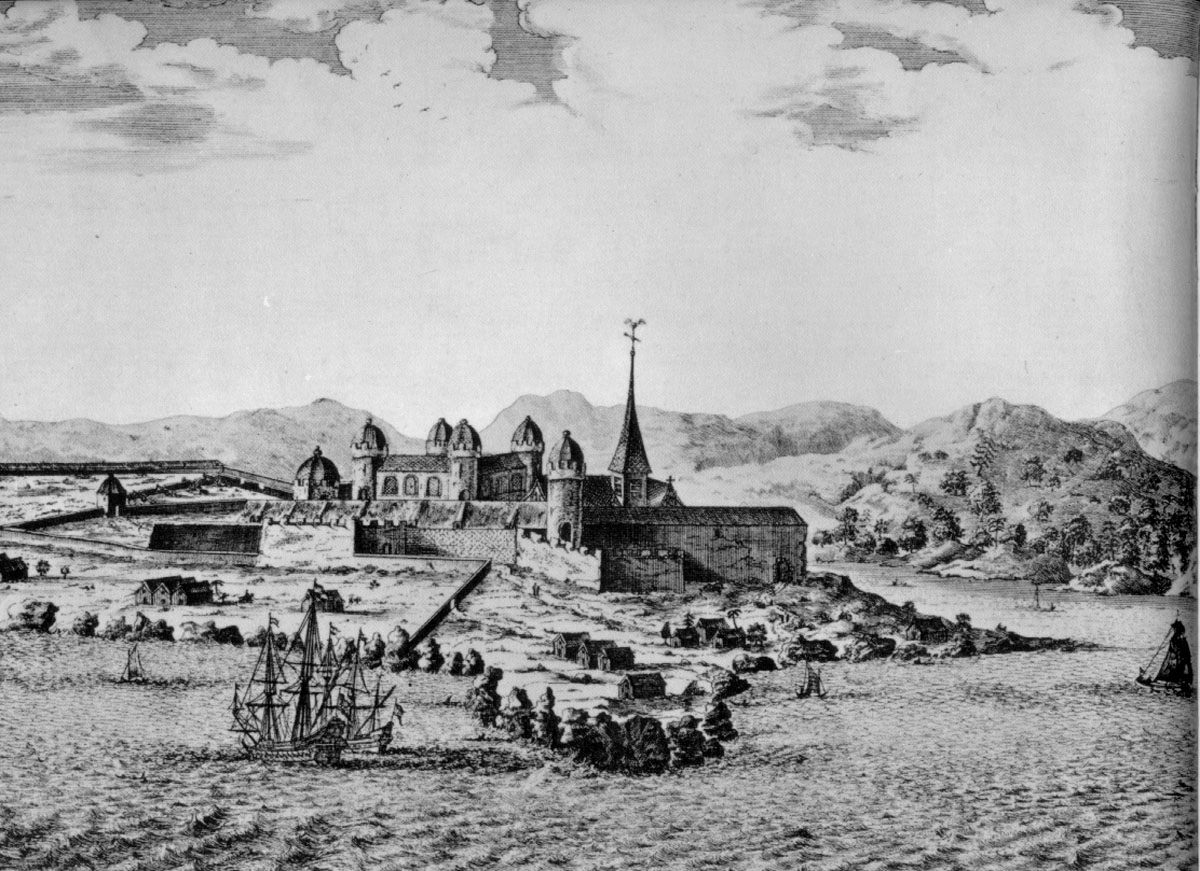
Vista de la factoría portuguesa de Elmina, en la actual Ghana. El castillo de Elmina defendía y albergaba la base comercial portuguesa, desde la que los factores comerciaban con esclavos y especies.

Factoría (del latín facere (hacer); en portugués, feitoria) es el nombre que durante la Edad Media y la Edad Moderna se daba a los puestos comerciales destinados a promover el comercio entre el país u organización que establecía la factoría, y las regiones en las que se radicaba. Las factorías podían estar situadas en una colonia gobernada por una metrópolis, o en un territorio extranjero. Podían estar gestionadas directamente por agentes nombrados por la metrópolis, o por compañías comerciales, o por organizaciones de mercaderes extranjeros que residían en una misma población o territorio. 
En la factoría, los comerciantes locales podían interactuar con agentes comerciales extranjeros conocidos como factores (del portugués feitor), quienes servían de intermediarios entre los mismos y sus clientes en la metrópolis. La factoría servía para defender los intereses comunes de los factores, principalmente los económicos (aunque también los de seguridad personal), operando al mismo tiempo como mercado, almacén y aduanas. También servía de apoyo para facilitar la exploración naval o terrestre del territorio, y podían actuar como sede o gobierno de facto de las comunidades locales, o como oficina consular. Esto posibilitaba el mantenimiento de relaciones comerciales regulares con la zona de influencia de la población donde estaban asentados, que frecuentemente estaban muy alejada de la metrópolis.

## Operaciones de una factoría
Pese a su diversa tipología, el prototipo de factoría se deriva de las feitorias del Imperio Portugués. Cada feitoria portuguesa era una base comercial independiente, que no dependía de la autoridad de ningún gobernador externo a la misma ni de ninguna otra factoría o colonia. Las feitorias estaban típicamente situadas en zonas costeras fácilmente defendibles. Solían consistir en un fuerte o castillo donde Portugal mantenía una pequeña presencia militar, y fortificaciones que rodeaban el asentamiento. El asentamiento contaba con consulados, iglesias, almacenes, pequeños comercios, y todo lo necesario para apoyar y defender a los comerciantes asentados en la zona y las redes comerciales Portuguesas. La soberanía de Portugal se ejercía sólo en la propia factoría a fin de defender los intereses y garantizar la seguridad de los agentes comerciales que operaban en la misma. Los comerciantes locales de las regiones circundantes acudía a la factoría a vender sus productos y adquirir aquellos que los portugueses exportaban. De esta forma, cada factoría actuaba como puesto comercial donde las transacciones se producían de manera segura. 
El término factoría deriva del portugués feitoria, en referencia al nombre dado a los factores en portugués, feitores. Los factores eran agentes comerciales encargados de actuar como intermediarios entre los comerciantes locales y los comerciantes de la metrópolis. El factor es un tipo de comerciante que compra y vende mercancías a comisión, operación conocida como factoreo. El factor actuaba como fiduiciario mercantil: recibía mercancías de un comerciante de la metrópolis en consigna, tomaba posesión de las mismas, y luego las vendía en su propio nombre (pero a comisión) en el territorio de la factoría. Igualmente, adquiría en su propio nombre mercancías locales y se encargaba de remitirlas a la metrópolis, habitualmente en respuesta a encargos o contratos comerciales. En ambos casos, el factor operaba siempre en su propio nombre, y no revelaba la identidad de los comerciantes principales. Esto lo distingue de los comisionistas, que no son dueños de las mercancías que compra-venden. Los factores recibían el nombre de "factor" porque "hacían" o "realizaban" las transacciones comerciales, en portugués "fazer", del latín facit "él/ella hace".

## Historia

### Factores navales
Históricamente, los factores comenzaron a operar durante la Alta Edad Media como comerciantes privados asociados a un buque mercante particular. Como los comerciantes particulares rara vez podían permitirse fletar por sí solos un barco mercante, comenzaron a emplear agentes comerciales que viajaban como agentes privados con la tripulación del buque, aunque sin formar parte de la misma. Estos factores recibían en consigna diversos cargamentos por parte de varios comerciantes, y se encargaban de venderlos en su propio nombre en los puertos de destino del barco. Igualmente, recibían y ejecutaban órdenes de compra en destino, y asimismo frecuentemente actuaban como factores de los comerciantes de los puertos de destino. Como operaban como agentes de diversos mercaderes, actuaban siempre bajo su propio nombre. 
Esta forma de operar por medio de factores asociados a barcos mercantes fue muy frecuente del siglo XIII en adelante, tanto en el Mediterráneo, donde los comerciantes italianos, franceses y españoles operaban casi en exclusiva por medio de factores, como en la zona de influencia de la Liga Hanseática, y se mantuvo hasta el siglo XIX. Por ejemplo, los buques mercantes de la Compañía de las Indias Orientales británica llevaban siempre un factor encargado de gestionar la compra y venta de mercancías en los puertos de atraque de los barcos mercantes.

### Factorías terrestres
Por sí solos, los factores navales estaban expuestos a grandes riesgos, como la carencia o carestía de mercancías, o la falta de mercados donde poder vender las mercancías que llevaban en consigna. Por ello, dependían de redes comerciales establecidas en los diversos puertos en los que atracaban. A partir del siglo XIII, comenzó a ser frecuente que comerciantes extranjeros se asentaran en puertos o núcleos comerciales grandes y empezaran a actuar como factores de comerciantes compatriotas. Esto garantizaba que cuando un buque mercante atracara en puerto, el factor naval tuviera un contacto a quien poder vender su mercancía y de quien adquirirla, lo que reducía los riesgos comerciales. Así, el factor terrestre servía para asegurar el suministro de mercancías, y crear un mercado para las mismas.
Por ejemplo, el mercader toscano Francesco Datini (1335-1410) operó entre 1358 y 1382 como factor en la ciudad de Aviñón, por entonces sede de la corte papal. Su papel principal era el de adquirir por medio de sus contactos en Pisa y Florencia armas, que revendía en Aviñón a diversos mercaderes franceses. Posteriormente, pasó a vender bienes de lujo (sobre todo tejidos) y obras de arte italianas a los cardenales y prelados de la corte de Aviñón. Datini formaba parte de la colonia de mercaderes toscanos en Aviñón, que a menudo tenían que unirse para defender sus intereses comunes y garantizar su propia seguridad. Semejantes colonias existían en la mayor parte de los núcleos comerciales europeos de la época.
Las primeras factorías aparecen a partir del siglo XIII en África, el Imperio Bizantino y el Oriente Próximo. Por ejemplo, en 1184 Pisa estableció un puesto comercial formal en Bugía (actual Argelia), desde donde operaban diversos factores pisanos bajo la protección formal de la dinastía hafsí. Factorías de este tipo (pequeñas agrupaciones de comerciantes establecidas con el permiso nominal de los gobernantes locales) comenzaron a ser fundadas por todo el Mediterráneo oriental a lo largo del siglo XIII, por ejemplo por Génova en Tartous, Crimea, Trípoli y Beirut; por Venecia en Creta, Corfú, Tanais y el Dodecaneso; o por los mercaderes catalanes en Túnez, Argel, Atenas o Farmagusta. En general, a los extranjeros no se les permitía comprar tierras en estas ciudades, por lo que los mercaderes se unían en torno a las factorías: el factor o los factores y sus oficiales alquilaban las viviendas y los almacenes, arbitraban el comercio e incluso gestionaban los fondos de seguros, funcionando a la vez como una asociación y una embajada, e incluso administrando la justicia dentro de la comunidad mercantil.
Esta situación fue frecuentemente una fuente de grandes tensiones entre las metrópolis y los gobernantes locales. A partir de la Cuarta Cruzada (1198-1204), las repúblicas marítimas italianas comenzaron a ejercer su poderío económico y militar para conquistar las ciudades donde tenían sus principales factorías. Así por ejemplo, Venecia compró Creta y las Cícladas al Imperio Latino, y Génova establecería la colonia de Caffa en Crimea, que compró a la Horda de Oro en 1266. En 1267, por medio del Tratado de Ninfeo (1261), el emperador Miguel VIII Paleólogo (r. 1259–1282) concedió a la colonia de mercaderes genoveses el territorio de la península de Pera (actualmente conocida como Gálata), permitiendo que los mercaderes genoveses pudieran adquirir propiedades en Constantinopla. En 1303, se estableció los términos exactos de esta factoría, que aunque nominalmente bajo soberanía bizantina, de facto pasó a convertirse en un territorio bajo gobernado por Génova. En ella, los mercaderes genoveses operaban como intermediarios entre sus otras factorías en Crimea y el Mediterráneo. Este tipo de factoría, en la que un territorio costero fácilmente defensible pasaba a estar bajo soberanía de la metrópolis, sirvió de prototipo para las factorías del período colonial de la Edad Moderna.
A partir de 1356, empezaron a aparecer factorías comerciales en los principales centros comerciales bajo la influencia de la Liga Hanseática y sus gremios y kontors. Las ciudades hanseáticas contaban con su propio sistema jurídico y se proporcionaban su propia protección y ayuda mutua. La Liga Hanseática mantuvo factorías, entre otras, en Inglaterra (Londres, Boston, King's Lynn), Noruega (Tønsberg), Rusia (Novgorod) y Finlandia (Åbo). Más tarde, ciudades como Brujas y Amberes intentaron activamente arrebatar el monopolio del comercio a la Hansa, invitando a los comerciantes extranjeros a unirse a ella. La Corona de Aragón, por medio del Consulado del Mar, mantuvo igualmente factorías por todo el mediterráneo, dominando sobre todo el comercio con el sur de Francia (Marsella, Niza, Montpellier), y el Reino de las Dos Sicilias (Nápoles, Amalfi, Palermo). Para finales de la Edad Media, gran parte de las naciones Europeas contaban con factorías en los grandes núcleos mercantiles europeos (Estrasburgo, Amberes, Brujas, Venecia, Génova) para facilitar la distribución de productos por toda Europa.

### Factorías en la Edad Moderna

Factorías portuguesas en la costa norte de África.

#### Portugal
El prototipo moderno de factoría surge en el siglo XV, conforme las grandes potencias europeas empiezan a explotar las riquezas de los territorios recién descubiertos (América) o de las nuevas rutas marítimas (la ruta de las Indias), y a reforzar su presencia en las viejas rutas comerciales. La influencia de Portugal en este terreno se debe a su papel activo en el comercio y la exploración de África y la ruta de las Indias. En 1415, Portugal toma Ceuta, término de la ruta transahariana. A partir de ese momento, los portugueses comienza a establecer nuevos puestos comerciales mientras exploran las costas de África, Arabia, India y el sudeste asiático para el comercio de especias. El imperio portugués comienza a comprender diversas feitorias (factorías).
La primera feitoria portuguesa de ultramar fue establecida por Enrique el Navegante en 1445 en la isla de Arguin, frente a la costa de Mauritania. Se construyó para atraer a los comerciantes musulmanes y monopolizar el negocio en las rutas recorridas en el norte de África. Sirvió de modelo para una cadena de feitorias africanas, siendo la fortaleza de Elmina (en la actual Ghana) la más notoria.
Entre los siglos XV y XVI, una cadena de unos 50 fuertes portugueses albergaba o protegía feitorias a lo largo de las costas de África Occidental y Oriental, el Océano Índico, China, Japón y Sudamérica. Las principales factorías de las Indias Orientales portuguesas se encontraban en Goa, Malaca, Ormuz, Ternate, Macao, y la posesión más rica de Bassein, que pasó a ser el centro financiero de la India como Bombay (Mumbai). Se dedicaban principalmente al comercio de oro y esclavos en la costa de Guinea, de especias en el océano Índico y de caña de azúcar en el Nuevo Mundo. También se utilizaban para el comercio triangular local entre varios territorios, como Goa-Macao-Nagasaki, comerciando con productos como azúcar, pimienta, coco, madera, caballos, grano, plumas de aves exóticas de Indonesia, piedras preciosas, sedas y porcelana de Oriente, entre otros muchos productos. En el océano Índico, el comercio de las factorías portuguesas se reforzaba y aumentaba mediante un sistema de concesión de licencias a los barcos mercantes: las cartazes.
Desde las feitorias, los productos iban al puesto principal de Goa, y luego a Portugal, donde se comercializaban en la Casa da Índia, que también gestionaba las exportaciones a la India. Allí se vendían, o se re-exportaban a la Real Factoría Portuguesa de Amberes, desde donde se distribuían al resto de Europa.
Fácilmente abastecidas y defendidas por mar, las feitorias funcionaban como bases coloniales independientes.  Proporcionaban seguridad, tanto a los portugueses, como a veces a los territorios en los que se construían, protegiendo de las constantes rivalidades y de la piratería. Permitieron a Portugal dominar el comercio en los océanos Atlántico e Índico, estableciendo un vasto imperio con escasos recursos humanos y territoriales. Con el paso del tiempo, las feitorias se licenciaron a veces a empresarios privados, dando lugar a algunos conflictos entre los abusivos intereses privados y las poblaciones locales, como en las Maldivas.

#### España y Francia

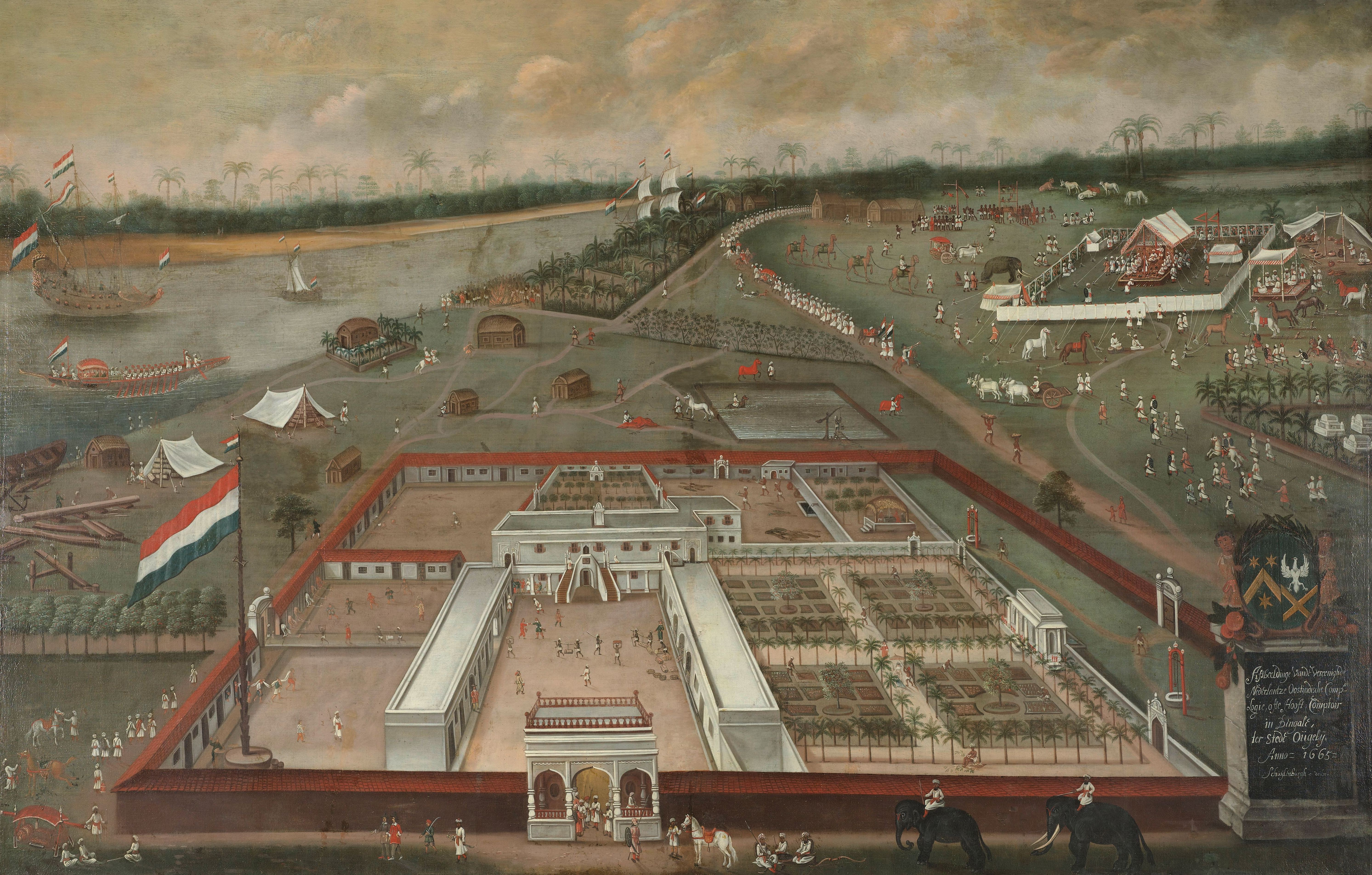
Factoría holandesa de Hugli-Chuchura, Bengala, en 1665.

Aunque operaba por medio de factores y mantenía factorías en Amberes y Brujas, la Corona de Castilla basó su expansión colonial en la expansión territorial, por lo que no estableció factorías según el modelo portugués. Sin embargo, otras potencias europeas comenzaron a establecer factorías en el siglo XVII a lo largo de las rutas comerciales exploradas por Portugal y España: los holandeses, los franceses y luego los ingleses. 
Francia desarrolló puestos comerciales similares en los siglos XVII y XVIII, especialmente en África Occidental para el comercio de esclavos negros y de algodón, y en India (Pondicherry, Mahé, Yanaon, Karikal y Chandernagor) para las especias. También fundaron factorías en América del Norte (por ejemplo, Detroit, o Tadoussac en Quebec).

#### Países Bajos
A lo largo del siglo XVII holandeses se establecieron en feitorias o bien conquistadas a los portuguesas (como la factoría de Formosa, en la actual Taiwán) y en otros enclaves como el archipiélago malayo, mientras exploraban las costas de África, Arabia, India y el sudeste asiático en busca de la fuente del lucrativo comercio de especias. Las factorías holandesas (en neerlandés, factorij) fueron establecidas por compañías comerciales, como la Compañía Holandesa de las Indias Orientales (VOC), fundada en 1602, y la Compañía Holandesa de las Indias Occidentales (WIC), fundada en 1621. Estas factorías permitían el intercambio de productos entre las compañías europeas, las poblaciones locales y las colonias, que solían empezar como una factoría con almacenes. Por lo general, estas factorías contaban con almacenes más grandes para dar cabida a los productos resultantes del creciente desarrollo agrícola de las colonias, impulsado en el Nuevo Mundo por el comercio atlántico de esclavos.
En estas factorías, los productos eran revisados, pesados y empaquetados para prepararlos para el largo viaje por mar. En particular, las especias, el cacao, el té, el tabaco, el café, el azúcar, la porcelana y las pieles se protegían bien contra el aire salado del mar y contra el deterioro. El factor estaba presente como representante de los socios comerciales en todos los asuntos, informando al cuartel general y siendo responsable de la logística de los productos (almacenamiento y envío adecuados). La información tardaba mucho en llegar a la sede de la Compañía en Ámsterdam, y dependía de una confianza absoluta en el factor.
Las principales factorij holandesas estaban situadas en Ciudad del Cabo, en la actual Sudáfrica, en Moca, en Yemen, en Calicut y en la costa de Coromandel, en el sur de la India, en Colombo, en Ceilán, en Ambon, en Indonesia, en Fuerte Zeelandia en Formosa (actual Taiwán), en Cantón, en el sur de China, en la isla de Dejima, en Japón (único punto legal de comercio entre Japón y el mundo exterior durante el periodo Edo), y en Fort Orange, actual Albany, en el estado de Nueva York, en Estados Unidos. Las factorías holandesas en Norteamérica, las Antillas menores y Sudamérica (la Guayana neerlandesa), gestionadas por la Compañía Neerlandesa de las Indias Occidentales y dedicadas sobre todo al comercio de azúcar, cacao, y pieles, fueron motivo de frecuente disputa con otras potencias europeas con presencia en la zona, en particular el Reino Unido y Francia.

#### Reino Unido

Territorios dominados por la Compañía de la Bahía de Hudson, donde establecieron varias factorías comerciales empezando con la Factoría de York en 1697 para el comercio de pieles.

El Reino Unido comenzó a desarrollar factorías en el siglo XVII, en competición con Francia y los Países Bajos. Siguiendo el modelo holandés, los británicos fundaron diversas compañías comerciales monopolistas para gestionar el comercio de ultramar: la Compañía de la Bahía de Hudson (1670), la Compañía Británica de las Indias Orientales (1600), o la Compañía de los Mares del Sur (1711).
El Reino Unido operó por medio de factorías sobre todo en América del Norte, donde la Compañía de la Bahía de Hudson fundó una serie de puestos comerciales por todo el norte de Canadá a fin de abastecerse de pieles de castor, comercio que dominaba. Así, a finales del siglo XVII fundó entre otros Fort Wayne (Indiana), York Factory (Canadá), Fort Severn (Canadá), Fort Churchill (Canadá).
Para entonces, operaban ya diversas factorías comerciales en la India por medio Compañía Británica de las Indias Orientales fundada en 1600, y que ostentaba el monopolio del comercio entre el Reino Unido y la India, y entre el Reino Unido y China. Dado que la costa occidental de la India estaba dominada por los portugueses, en un primer momento los británicos se asentaron en el golfo de Bengala, donde fundaron una factoría en Surat en 1608 desde donde exportaban especias, opio y algodón. En 1661, los británicos adquirieron Bombay como parte de la dote del matrimonio entre la infanta Catalina de Braganza y el rey Carlos II. A partir de ese momento, comenzaron a expandir su influencia por toda la India. A fin de operar desde una base militar más eficaz, en 1690 fundaron la ciudad de Calcuta. Esta factoría serviría de base para la subsiguiente expansión colonial británica en la India, que la Compañía Británica de las Indias Orientales conquistó en 1757 después de la Batalla de Plassey. A partir de entonces, las factorías de la India comenzaron a ser controladas de manera central desde Calcuta y Delhi, y se asimilaron al Imperio Británico. 

#### China

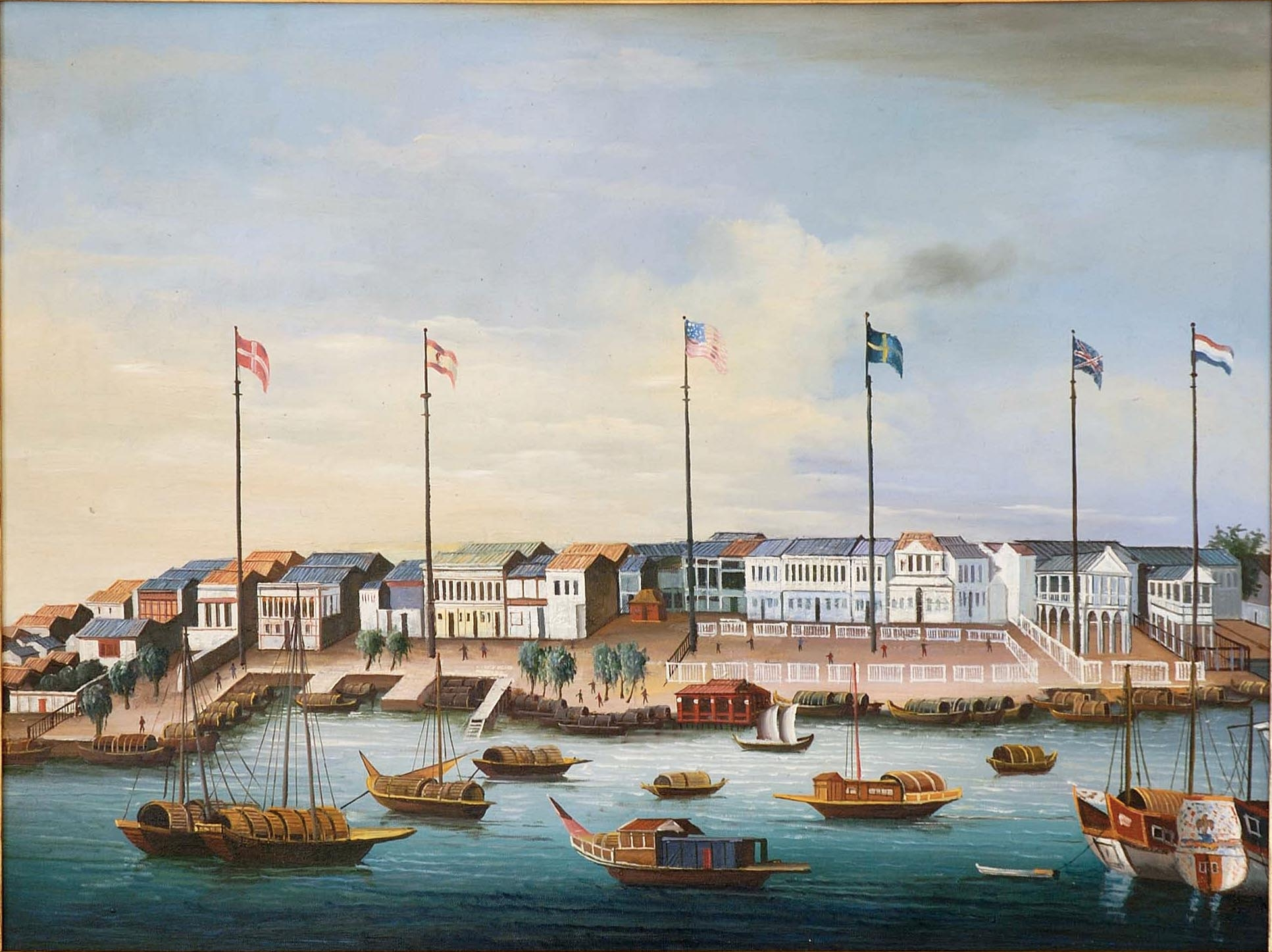
Distrito de las trece factorías de Cantón.

Alarmado por la conquista de la India en 1757, ese mismo año el emperador Qianlong cerró la mayoría de los puertos de China a los extranjeros a mediados del siglo XVIII, y estableció el llamado Sistema de Cantón, con el puerto de Cantón como el único lugar dedicado al comercio exterior de China. El puesto comercial de Cantón, que concentraba todo el comercio de opio británico con el Imperio Chino, estaba formado por trece factorías donde los extranjeros autorizados a comerciar con China estaban obligados a residir. Allí almacenaban sus mercancías de camino a Europa o Estados Unidos. Cada nación tenía su propio edificio, alquilado a los mercaderes hong, los grandes comerciantes chinos que eran los únicos autorizados a tratar con las compañías extranjeras. En el distrito de las trece factorías operaban España, Portugal, Reino Unido, Francia, Holanda, Suecia, Dinamarca, los Estados Unidos, Austria/Prusia. De manera semejante las factorías medievales, los comerciantes extranjeros no tenían permitido adquirir propiedades, que alquilaban a los mercaderes hong. Los hong estaban obligados a garantizar el buen comportamiento de los extranjeros, recaudaban las tasas aduaneras, y mantenían un fondo de garantías.
El comercio entre China y Europa estaba dominado por los británicos, y era extremadamente lucrativo. China exportaba grandes cantidades de té, seda, porcelana, y productos lacados a cambio de plata extraída de la América Española, pero tenía escaso interés en los productos europeos, salvo hierro e instrumentos científicos. Esto causaba grandes desequilibrios en la balanza de pagos, que la Compañía Británica de las Indias Orientales decidió resolver apoyando el narcotráfico de opio en China. Cuando el emperador chino Daoguang decidió incautar y destruir todas el opio de Cantón en 1839, provocó la primera guerra del Opio, a raíz de la cual se liberalizó el comercio entre China y Occidente y se cerraron las trece factorías de Cantón.
A partir de entonces, el uso de factorías comerciales empezó a decaer. Aun así, las bases comerciales mantenidas por británicos y franceses en el África colonial a menudo reciben el nombre de factorías.

#### Uso posterior
Posteriormente se denominó factoría, de forma genérica, a cualquier tipo de fábrica o industria, es decir, a cualquier tipo de instalación en la cual se produce la transformación de materias primas o productos semi terminados en otros productos, bien para otras industrias, bien para su uso o consumo final.
Por extensión, se está aplicando también este término, para designar determinadas actividades en las cuales no se produce ni consumo ni transformación de materias, y que tienen como objeto final la obtención de productos intangibles; por ejemplo: factoría de comunicación; factoría de cine; factoría de software…